# Adelaide M. Cromwell
Adelaide McGuinn Cromwell (Washington D.C., 27 de novembro de 1919 –  8 de junho de 2019) foi uma socióloga norte-americana e professora emérita da Universidade de Boston, onde cofundou o Centro de Estudos Africanos em 1959, e dirigiu o programa de pós-graduação em estudos afro-americanos. de 1969 a 1985. Ela foi a primeira instrutora afro-americana no Hunter College e no Smith College. Em 1974, ela foi nomeada a primeira Comissária da Biblioteca Afro-Americana da Comunidade de Massachusetts. Ela escreveu vários livros sobre a história negra, incluindo um estudo inovador sobre a classe alta negra de Boston e uma biografia de Adelaide Casely-Hayford. Ela morreu em junho de 2019, aos 99 anos de idade.

## Primeiros anos e educação
Adelaide Cromwell nasceu em uma família proeminente de Washington, DC, em 27 de novembro de 1919. Seu avô, John Wesley Cromwell, era um conhecido ativista e educador dos direitos civis, e seu pai, John Wesley Cromwell Jr., foi o primeiro contador público negro certificado da cidade. Sua tia, Otelia Cromwell, foi a primeira negra formada pelo Smith College, e seu primo, Edward Brooke, foi senador por Massachusetts e o primeiro procurador-geral negro eleito pelo povo.
Cromwell se formou na Dunbar High School em 1936. Ela recebeu um diploma de AB em sociologia pelo Smith College em 1940 e um mestrado em sociologia pela Universidade da Pensilvânia em 1941. Ela obteve um certificado em serviço social pelo Bryn Mawr College e um Ph.D. em sociologia pelo Radcliffe College em 1946.

## Carreira
Depois de se formar em Radcliffe, Cromwell ensinou sociologia no Hunter College, onde foi a primeira instrutora afro-americana. Ela novamente quebrou a linha da cor quando lecionou no Smith College no final dos anos 1940. Em 1951 ingressou no corpo docente da Universidade de Boston, onde deu aulas de sociologia até 1985. Em 1959, Cromwell cofundou o Centro de Estudos Africanos da universidade. Entre 1969 a 1985, coordenou o programa de Estudos Afro-Americanos.
Em 1960, Cromwell viajou para Gana para convocar a primeira conferência de assistentes sociais da África Ocidental. Ela também atuou em um comitê encomendado pela Igreja Metodista Americana para avaliar o estado do ensino superior no Congo Belga (atual República Democrática do Congo). Ela foi nomeada em 1974 como Comissária da Biblioteca da Comunidade de Massachusetts, a primeira afro-americana nesta posição. Em 1983, ela convocou uma conferência de legisladores e acadêmicos na Universidade da Libéria.
Cromwell atuou no conselho executivo da Sociedade Americana de Cultura Africana, na agora extinta Conferência de Liderança Negra Americana na África e no Comitê Consultivo sobre Ajuda Externa Voluntária da Agência dos Estados Unidos para o Desenvolvimento Internacional (ACVFA). Ela é membro do Conselho de Relações Exteriores, da Associação de Estudos Africanos, da Associação para o Estudo da Vida e História Afro-Americana (ASALH) e da Associação Sociológica Americana.
Ela é presidente do Heritage Guild, que cofundou em 1975 para documentar, preservar e aumentar a conscientização sobre a história negra de Boston. Naquela época, poucos bostonianos perceberam o significado histórico de locais como a African Meeting House em Beacon Hill, ou sabiam que o West End de Boston já havia sido um importante centro do movimento abolicionista. O Heritage Guild chamou a atenção do público para locais históricos e para as conquistas de pessoas como Butler R. Wilson, fundador da NAACP de Boston. Cromwell escreveu vários livros sobre a história negra, incluindo um estudo sobre a classe alta negra de Boston, The Other Brahmins. Ela foi homenageada pela Comissão Histórica de Massachusetts em 2015 por suas contribuições.

## Obras publicadas

### Livros
- Apropos of Africa: Sentiments of Negro American Leaders on Africa from the 1800s to the 1950s (em inglês). [S.l.]: Psychology Press. 1969
- Developing a Black Meritocracy: A History of Black Graduates of the Boston Latin School (em inglês). [S.l.]: Boston University Press. 1985
- An African Victorian Feminist; the Life and Times of Adelaide Smith Casely Hayford, 1868–1960 (em inglês). [S.l.]: Howard University Press. 1992 Routledge, 2014, ISBN 9781317792116
- The Other Brahmins: Boston's Black Upper Class, 1750–1950 (em inglês). [S.l.]: University of Arkansas Press. 1994
- Unveiled Voices, Unvarnished Memories: The Cromwell Family in Slavery and Segregation, 1692–1972 (em inglês). [S.l.]: University of Missouri Press. 1996

### Artigos científicos
- «Social Workers and Their Training in Ghana». West African Journal of Education (em inglês). V (1): 24–32. Fevereiro de 1961
- «Desegregation in Education and the American Negro». West African Journal of Education (em inglês). VI (2): 85–90. 1962
- Frazier, E. Franklin, ed. (1963). «The Impact of Africa Upon the American Negro». The Negro and Social Research: Papers contributed to the 26th Annual Spring Conference of the Division of the Social Sciences, April 22-25, 1963 (em inglês). [S.l.]: The Howard University Press. pp. 75–102
- Barbour, Floyd B., ed. (1970). "Black Education in the Seventies: A Lesson From the Past". The Black Seventies (em inglês). Porter Sargent Publishers. pp. 51–67.
- «The History of Oak Bluffs as a Popular Resort for Blacks». The Dukes County Intelligencer (em inglês). 26 (1): 2–35. Agosto de 1984
- Jacobs, Donald, ed. (1993). «The Black Presence in the West End of Boston, 1800-1864: A Demographic Map». Courage and Conscience: Black and White Abolitionists in Boston (em inglês). [S.l.]: Indiana University Press
- West, Dorothy (1996). «Afterword». The Living Is Easy (em inglês). [S.l.]: The Feminist Press at CUNY. ISBN 9781558611474

## Prêmios e honrarias
- Citação da Ordem Nacional da Costa do Marfim[1]
- Medalha do Smith College[1]
- Medalha Carter G. Woodson da Associação para o Estudo da Vida e História Afro-Americana[1]
- Graus honorários da Southeastern Massachusetts University, George Washington University, Boston University e Smith College[9]
- Prêmio de Preservação Histórica da Comissão Histórica de Massachusetts, 2015[9]